# Kreis Sankt Vith
Der Kreis Sankt Vith war ein von 1816 bis 1821 bestehender Landkreis im Regierungsbezirk Aachen der preußischen Provinz Großherzogtum Niederrhein. Der Kreissitz war in Sankt Vith. Das ehemalige Kreisgebiet gehört seit 1920 fast vollständig zu Belgien und liegt heute im Osten des Bezirks Verviers der Provinz Lüttich.

## Geschichte
Das Kreisgebiet gehörte ursprünglich zum Herzogtum Luxemburg und wurde infolge des Wiener Kongresses 1815 preußisch. Der Kreis Sankt Vith wurde 1816 gegründet und war in zehn Bürgermeistereien gegliedert:
- Bürgermeisterei Amel mit Amel, Deidenberg, Eibertingen, Heppenbach, Iveldingen, Mirfeld, Möderscheid, Montenau und Schoppen
- Bürgermeisterei Crombach mit Crombach, Hinderhausen, Neundorf und Rodt
- Bürgermeisterei Lommersweiler mit Alfersteg, Lommersweiler, Neidingen, Schlierbach und Steinebrück
- Bürgermeisterei Manderfeld mit Hergersberg, Holzheim, Krewinkel, Lanzerath, Losheim, Manderfeld, Merlscheid und Weckerath
- Bürgermeisterei Meyerode mit Herresbach, Medell, Meyerode, Valender und Wallerode
- Bürgermeisterei Recht mit Born und Recht
- Bürgermeisterei Reuland mit Auel, Bracht, Reuland, Lascheid, Malscheid, Oberhausen, Ouren, Steffeshausen, Stoubach und Weweler
- Bürgermeisterei Sankt Vith, bestehend aus der Stadt Sankt Vith
- Bürgermeisterei Schönberg mit Alfersteg, Eimerscheid, Medendorf und Schönberg
- Bürgermeisterei Thommen mit Aldringen, Braunlauf, Espeler, Grüfflingen, Maldingen, Maspelt, Oudler, Thommen und Weisten

Mit Allerhöchster Kabinettsorder vom 27. Dezember 1820 wurde der Kreis aufgelöst und zum 1. Februar 1821 in den ebenfalls 1816 gegründeten Nachbarkreis Malmedy eingegliedert. Einziger Landrat des Kreis Sankt Vith war Hermann Carl Weiss.
Der Ort Losheim aus der Bürgermeisterei Manderfeld fiel nach dem Ersten Weltkrieg nicht an Belgien und gehört heute zur Gemeinde Hellenthal im Kreis Euskirchen in Nordrhein-Westfalen.